# Castello di Vasio
Il castello di Vasio è un castello medievale che si trova nell'omonima frazione del comune di Fondo in provincia di Trento.

## Storia

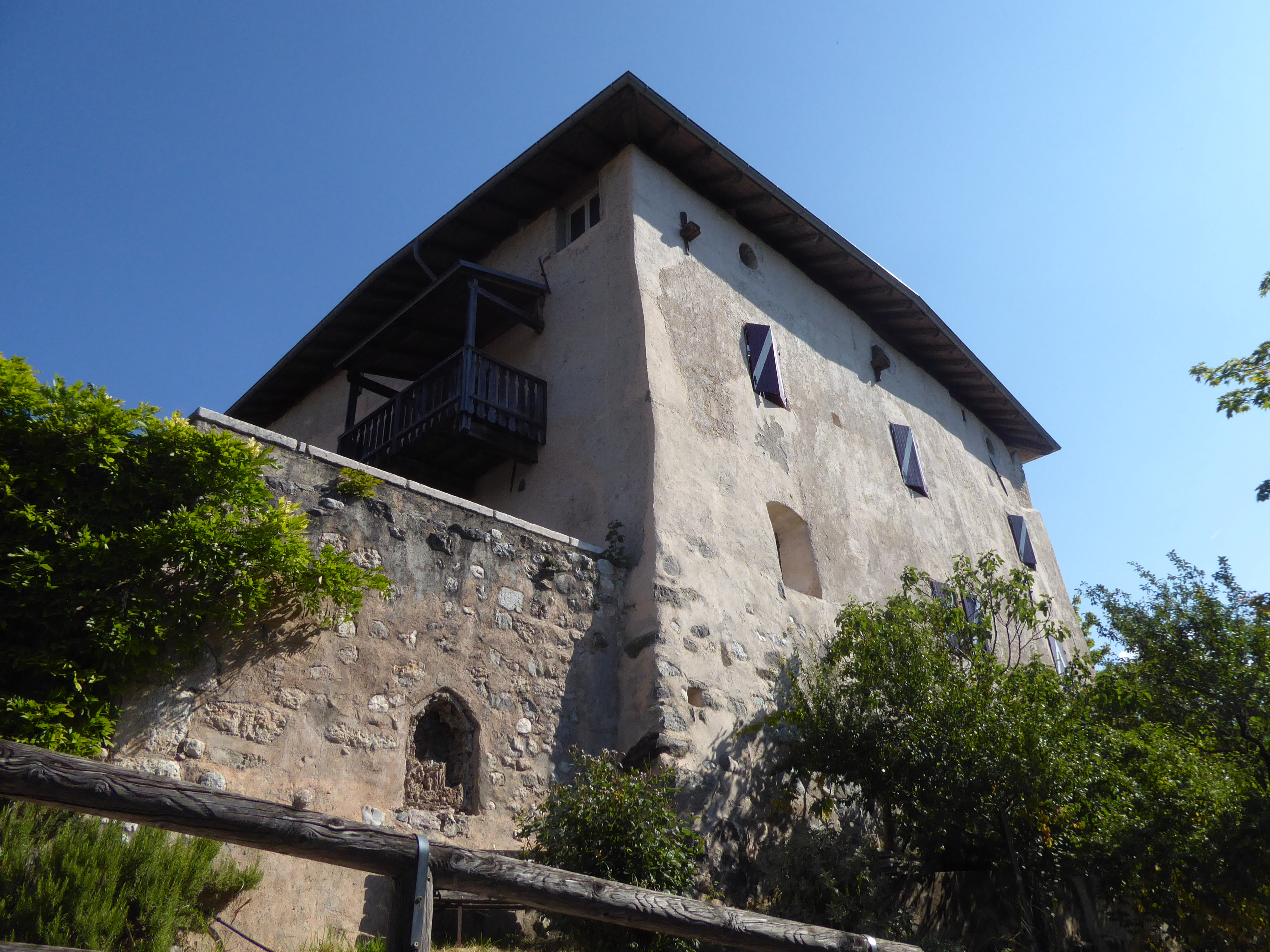
Vista da sotto

Fu costruito tra il XII e il XIII secolo dai conti di Appiano probabilmente nello stesso luogo di una preesistente torre di legno longobarda.
In seguito passò ai signori di Vasio, ministeriali del vescovo di Trento, che si estinsero nel 1445. Fu quindi degli Hack, dei Trapp, dei Caldesio e dei Malosco. Nel 1561 fu venduto ai conti d'Arsio che lo mantennero fino al 1878. In seguito passò a vari proprietari della zona e cadde in parte in rovina.
In anni recenti è stato completamente ristrutturato e trasformato in un agriturismo.

## Struttura
Alla sua origine il castello era composto solamente dal mastio in pietra al quale nella seconda metà del '500 vennero aggiunte altre ali addossate alla torre circondandola a sud, est e ovest e, poco distante, un rustico.
Nel 1885 fu semidistrutto da un incendio che fece crollare l'ala ovest. Tra la fine dell'Ottocento e l'inizio del Novecento la torre fu abbassata fino all'altezza delle ali superstiti e tutto l'edificio fu coperto da un unico tetto a quattro falde.